# Кјеза ди Росано (Маса-Карара)
Кјеза ди Росано је насеље у Италији у округу Маса-Карара, региону Тоскана.
Према процени из 2011. у насељу је живело 36 становника. Насеље се налази на надморској висини од 662 м.